# 王朋仁
王朋仁（1965年—），已退役中國男子羽球運動員。
王朋仁專攻混合雙打，幾乎贏得了與史方靜搭檔的所有重要國際冠軍頭銜。儘管他們之前曾在1985年的波蘭羽球公開賽中奪冠，但兩人在1987年的北京世界羽球錦標賽上卻是意想不到的混合雙打勝利者。他們隨後贏得了一系列頂級賽事，包括羽球世界杯（1987年、1988年），瑞典羽球公開賽（1988年），全英羽球錦標賽（1988年），世界羽球大獎賽總決賽（1988年）和法國羽球公開賽（1989年），證明這一成就不是僥倖。他們在1989年的IBF世界錦標賽中獲得季軍。此後兩人絕跡於國際賽場。